# رنو اسپورت اسپایدر
رنو اسپورت اسپایدر (Renault Sport Spider) خودرویی است که در سال‌های ۱۹۹۵–۱۹۹۷توسط رنوتولید شده‌است.
این خودرو در کلاس رودستر قرار گرفته و طراحی آن خودروهای موتور وسط عقب-محور عقب بوده است.
موتور آن ۱۹۹۸ سی‌سی سیستم جعبه‌دندهٔ آن ۵ دنده به صورت دستی است.

## نگارخانه

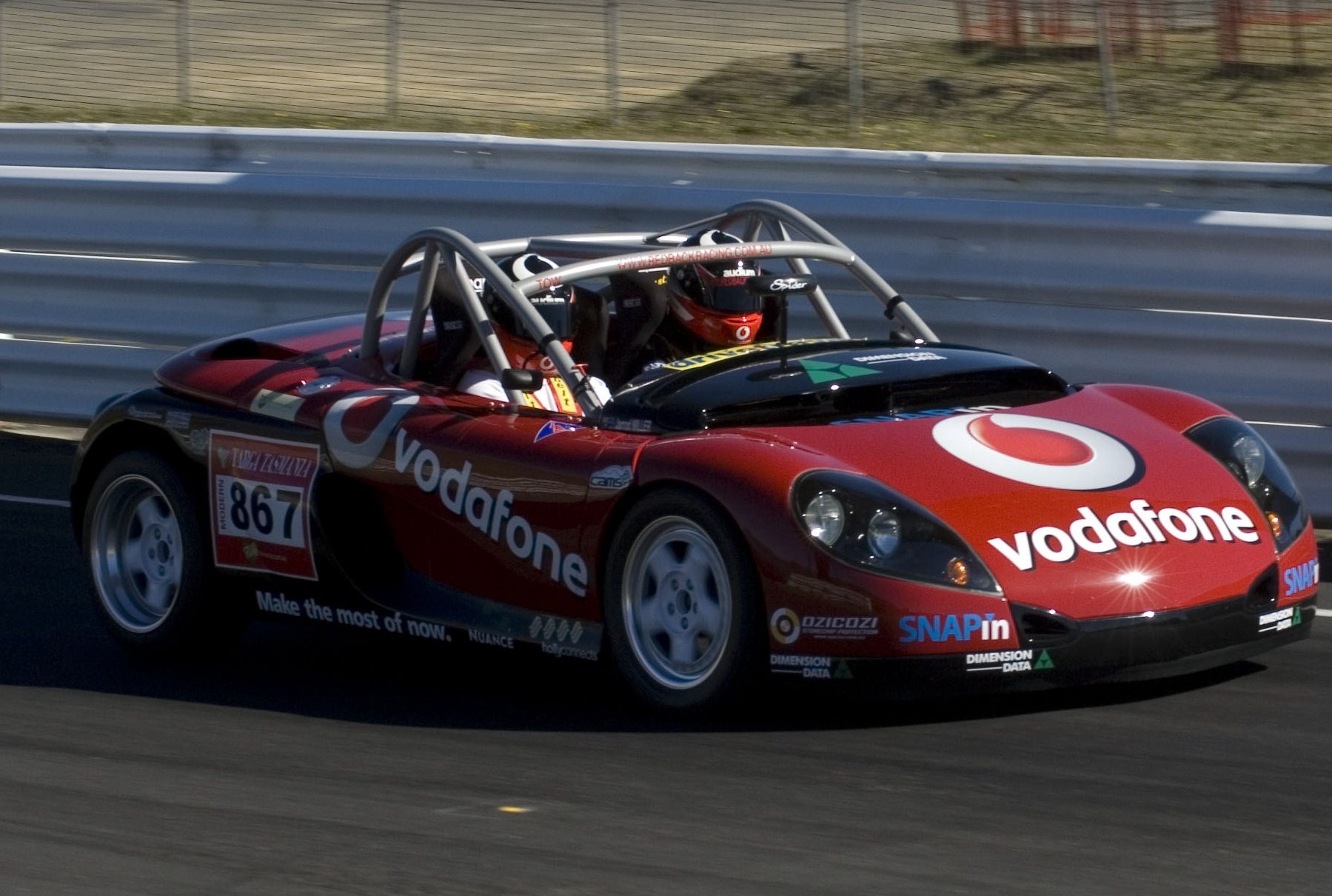